# Illa Koba
Koba és una illa de les illes Aru, al mar d'Arafura. Es troba a la província de les Moluques, Indonèsia. És l'illa principal del grup i la situada més al sud. Té una superfície de 386,6 km² i un perímetre costaner de 115,8 km. Les altres illes principals de l'arxipèlag són Kobroor, Kola, Maikoor, Trangan i Tanahbesar.